# Anne Gonthier
Anne Gonthier, née à Vevey en Suisse, est une réalisatrice et scénariste suisse.

## Biographie
Anne Gonthier a fait ses études à Lausanne, où elle obtient une licence de lettres en 1982. En 1988 elle obtient le Prix des Jeunes Créateurs de la Fondation Vaudoise pour la Promotion et la Création artistiques, et en 1992 le Prix du scénario de la Fondation Vaudoise pour le Cinéma pour L'Écrivain public de Jean-François Amiguet, avec qui elle avait co-écrit Alexandre et La Méridienne. En 2014 elle réalise son premier long métrage Deux jours avec mon père avec Jean-Pierre Gos dans le rôle principal.

## Filmographie
- 1995 : Au 10 août (documentaire)
- 1988 : La Méridienne (scénario)
- 1993 : Alexandre (scénario, co-réalisation)
- 1993 : L'Écrivain public de Jean-François Amiguet (scénariste)
- 2004 : Au sud des nuages de Jean-François Amiguet (scénariste)
- 2005 : Les Amants de la dent blanche, téléfilm de Raymond Vouillamoz (scénariste)
- 2014 : Deux jours avec mon père (réalisatrice)